# Organizzazione Pugilistica Italiana
L'Organizzazione Pugilistica Italiana (OPI) è un'organizzazione di pugilato fondata in Italia  nel 1982 dalla sinergia fra Umberto Branchini   (Manager Italiano inserito nella Hall of Fame di New York), Giovanni Brachini  e Salvatore Cherchi.
Dal 1982 al 1992 l'OPI organizza gran parte degli eventi di Pugilato di rilevanza Internazionale.
Nel 1992,l'organizzazione cambia la sua denominazione in "OPI2000",essendo rilevata da Salvatore Cherchi che la rinnova e la rivaluta per meriti personali e per la tipologia di competizioni che promuove.

## Categorie di peso
NELLE CLASSIFICHE EUROPEE:
Heavyweight - Massimi oltre 200 lb; oltre 90,72 kg
Cruiserweight - Massimi Leggeri 200 lb; 90,72 kg
Light heavyweight - Mediomassimi 175 lb; 79,38 kg
Super middleweight - Supermedi 168 lb; 76,20 kg
Middleweight - Medi 160 lb; 72,58 kg
Super welterweight - Superwelters 154 lb; 69,85 kg
Welterweight - Welters 147 lb; 66,68 kg
Super lightweight - Pesi Superleggeri 140 lb; 63,50 kg
Lightweight - Leggeri 135 lb; 61,24 kg
Super featherweight - Pesi Superpiuma 130 lb; 58,97 kg
Featherweight - Piuma 126 lb; 57,15 kg
Super bantamweight - Supergallo 122 lb; 55,34 kg
Bantamweight - Gallo 118 lb; 53,52 kg
Super flyweight - Supermosca 115 lb; 52,16 kg
Flyweight - Mosca 112 lb; 50,80 kg
NELLE CLASSIFICHE MONDIALI:
Heavyweight - Massimi oltre 200 lb; oltre 90,72 kg
Cruiserweight - Massimi Leggeri 200 lb; 90,72 kg
Light heavyweight - Mediomassimi 175 lb; 79,38 kg
Super middleweight - Supermedi 168 lb; 76,20 kg
Middleweight - Medi 160 lb; 72,58 kg
Super welterweight - Superwelters 154 lb; 69,85 kg
Welterweight - Welters 147 lb; 66,68 kg
Super lightweight - Pesi Superleggeri 140 lb; 63,50 kg
Lightweight - Leggeri 135 lb; 61,24 kg
Super featherweight - Pesi Superpiuma 130 lb; 58,97 kg
Featherweight - Piuma 126 lb; 57,15 kg
Super bantamweight - Supergallo 122 lb; 55,34 kg
Bantamweight - Gallo 118 lb; 53,52 kg
Super flyweight - Supermosca 115 lb; 52,16 kg
Flyweight - Mosca 112 lb; 50,80 kg
Light flyweight - Minimosca 108 lb; 48,99 kg
Straw weights - Paglia 105 lb; 47,63 kg